# Wesley Clair Mitchell
Wesley Clair Mitchell (Rushville, Illinois, 5 de agosto de 1874 – 29 de octubre de 1948), fue un economista estadounidense, conocido por sus investigaciones sobre el ciclo económico y por haber dirigido el National Bureau of Economic Research por dos decenios, tras su fundación.

## Biografía
Era el segundo de los hijos de un médico de la Guerra de Secesión que se hizo granjero. 
Se doctoró en la Universidad de Chicago en 1899. Entre sus profesores más notables estuvieron Thorstein Veblen y John Dewey. Quien más influenció su pensamiento James Laughlin, era un especialista en teoría monetaria, opuesto a la teoría cuantitativa del dinero, y dirigió su tesis de grado.
Mitchell enseñó Economía en Chicago (1899-1903), fue profesor asistente (1903-1908) y luego profesor titular de Economía en la Universidad de Berkeley (1909-1912), conferencista invitado de la Universidad de Harvard (1908-1909), maestro de conferencias (1913) y profesor (1914 a 1944) en la Universidad de Columbia. También fue uno de los fundadores de The New School of Social Research, donde enseñó entre 1919 y 1922. A partir de 1920 trabajó para la National Bureau of Economic Research (Oficina Nacional de Investigación Económica de los Estados Unidos), de la cual fue director de Investigación hasta 1945.
Entre 1923 y 1924 fue presidente de la American Economic Association. Mitchell también fue miembro del "Comité Presidencial para Asuntos Sociales" (1929–33). A partir de 1941, hizo parte de la Fundación para el Estudio de los Ciclos.
Fue a través de la Oficina Nacional de Investigación Económica que Mitchell tuvo una gran influencia. Sus colegas más conocidos fueron Arthur F. Burns y Simon Kuznets quien en su autobiografía  reconoce "su deuda intelectual con gran Mitchell".

## Obra

### Mitchell y la Moneda
La tesis de grado de Mitchell y su libro publicado 1908, se centraron en las consecuencias del régimen de papel moneda inconvertible establecido por la Unión en la Guerra Civil. A pesar de referirse al comportamiento del precio del oro y los salarios en una situación histórica determinada, trascendió la historia económica al proporcionar una explicación detallada cuantitativa del comportamiento de la economía de Estados Unidos.

### Mitchell y el Ciclo Económico
El ciclo económico fue una cuestión lo suficientemente importante para ocupar el resto de la vida de Mitchell. Sus libro Business Cycles ("Ciclos Económicos"), fue publicado en 1913. El prólogo comienza así:

"Este libro ofrece una descripción analítica del complicado proceso por el cual las estaciones de los negocios, prosperidad, crisis, depresión y recuperación ocurren en el mundo moderno. El material consiste principalmente en datos de mercado y estadísticas sobre los ciclos económicos se han producido desde 1890 en los Estados Unidos, Inglaterra, Alemania y Francia."

En 1923 en la compilación Business Cycles and Unemplyement ("Ciclos económicos y desempleo"), analizó la periodicidad de las crisis cíclicas y las fases y características generales, a partir del estudio de los intervalos de una docena de crisis ocurridas hasta 1920.
Para 1927 en Business Cycles. The Problem and its Setting ("Ciclos económicos: el problema y su entorno), llegó a conclusiones generales teóricas:

"Las crisis no son más que una característica de los 'ciclos económicos' recurrentes. En vez de un estado 'normal' de la economía, interrumpida sólo por crisis ocasionales, ahora se acepta un estado de continua fluctuación de la economía, variando continuamente con ritmo más o menos regular. Se acepta que a una crisis siga una depresión, que a esta siga la recuperación y a ésta la prosperidad, la que a su vez precede a una nueva crisis."

En 1946 publicó con Arthur F. Burns su obra máxima, Measuring Business Cycles ("Midiendo los ciclos económicos"), un estudio sistemático basado en series de tiempo que comprobó la recurrencia periódica de cada una de las fases del ciclo económico, de manera que en cada una de ellas se encuentra el germen de la subsiguiente.

### Mitchell y el institucionalismo
Según Mark Perlman 

ParaMitchell la economía institucional consiste en el estudiar del contexto histórico como base y referencia para la interpretación de los fenómenos económicos (producción y distribución). El estudio del contexto histórico necesario para medir las variables adecuadas o sus "proxies". La medición, aunque cuantitativa, nunca es mecánica; , el investigador siempre debe buscar el significado, que en el pensamiento de Mitchell era un fenómeno cultural.

### Historia del pensamiento económico
Mitchell hizo importantes contribuciones sobre la historia del pensamiento económico. Entre ellas el curso Formative Types of Economic Thought ("Tipos formativos del pensamiento económico"), publicado después de su muerte.

## Principales Publicaciones
- A History of Greenbacks, University of Chicago Press, 1903. ISBN 978-0-548-15056-6
- Gold Prices and Wages Under the Greenback Standard, University of California Press, 1908. ISBN 978-0-678-00200-1
- Business Cycles, University of California Press, 1913. ISBN 978-0-8337-2407-6
- The Making and Using of Index Numbers, Bulletin of the US Bureau of Labor Statistics, 1915. ISBN 978-0-678-00098-4
- Business Cycles: The Problem and its Setting,  New York: National Bureau of Economic Research, 1927. ISBN 978-0-405-07608-4
- The Backward Art of Spending Money: and other essays,  New York: McGraw-Hill, 1937. ISBN 978-0-7658-0611-6
- Measuring Business Cycles (with A.F. Burns), New York: National Bureau of Economic Research, 1946. ISBN 978-0-87014-085-3
- What Happens During Business Cycles,  New York: National Bureau of Economic Research, 1951. ISBN 978-0-87014-088-4
- Types of Economic Theory from Mercantilism to Institutionalism,  ed. Joseph Dorfman, 2 vols. New York: Augustus M. Kelley, 1967. (Reconstructed from Mitchell's lecture notes). ISBN 978-0-678-00234-6